# Strada statale 711 Tangenziale Ovest di Campobasso
La strada statale 711 Tangenziale Ovest di Campobasso (SS 711), già nuova strada ANAS 277 Tangenziale Ovest di Campobasso (NSA 277), è una strada statale italiana, che percorre la parte occidentale del comune di Campobasso.

## Percorso
La strada ha origine dalla strada statale 710 Tangenziale Est di Campobasso all'altezza del km 0,400 circa, ad ovest del centro abitato di Campobasso in località San Vito.
L'arteria prosegue quindi verso nord fino a congiungersi con la SS 751 Fondo Valle Rivolo, aperta il 29 marzo 2014.
La classificazione attuale è del 2011 col seguente itinerario: "Innesto con la S.S. n. 710 presso S. Vito (Campobasso) - Innesto con la F.V. Rivolo".

### Tabella percorso
| Tangenziale Ovest di Campobasso |                                              |      |      |           |
|                                 | Indicazione                                  | ↓km↓ | ↑km↑ | Provincia |
|                                 | Tangenziale Est di Campobasso                | 0,0  | 2,4  | CB        |
|                                 | stadio                                       | 1,8  | -    | CB        |
|                                 | Fondovalle del Rivolo Fondovalle del Biferno | 2,4  | 0,0  | CB        |